# Владімір Зеднік
Владімір Зеднік (чеськ. Vladimír Zedník; нар. 1 лютого 1947) — колишній чеський тенісист.
Найвищу одиночну позицію світового рейтингу — 35 місце досяг 26 червня 1978, парну — 109 місце — 2 січня 1978 року.
Здобув 2 одиночні та 4 парні титули.
Найвищим досягненням на турнірах Великого шолома був чвертьфінал в одиночному розряді.

## Фінали за кар'єру

### Одиночний розряд (2–3)
| Результат | W–L | Дата     | Турнір                    | Покриття | Суперник            | Рахунок                 |
| --------- | --- | -------- | ------------------------- | -------- | ------------------- | ----------------------- |
| Поразка   | 0–1 | Кві 1971 | Де-Мойн, США              | Килим    | Кліфф Річі          | 1–6, 3–6                |
| Поразка   | 0–2 | Січ 1972 | Роенок, США               | Килим    | Джиммі Коннорс      | 4–6, 6–7                |
| Перемога  | 1–2 | Лют 1972 | Клівленд, США             | Тверде   | Харун Рахім         | 7–6, 6–7, 4–6, 6–2, 6–3 |
| Перемога  | 2–2 | Чер 1978 | Берлін, Західна Німеччина | Ґрунт    | Гаральд Ельшенбройх | 6–4, 7–5, 6–2           |
| Поразка   | 2–3 | Лип 1978 | Кіцбюель, Австрія         | Ґрунт    | Кріс Льюїс          | 1–6, 4–6, 0–6           |

### Парний розряд (4–4)
| Результат | W–L | Дата     | Турнір                        | Покриття   | Партнер            | Суперники                        | Рахунок            |
| --------- | --- | -------- | ----------------------------- | ---------- | ------------------ | -------------------------------- | ------------------ |
| Поразка   | 0–1 | Січ 1972 | Роенок, США                   | Килим      | Ян Крукенден       | Джиммі Коннорс Харун Рахім       | 4–6, 6–3, 3–6      |
| Поразка   | 0–2 | Лют 1972 | Солсбері, США                 | Тверде (i) | Хуан Хісберт стар. | Андрес Хімено Мануель Орантес    | 4–6, 3–6           |
| Перемога  | 1–2 | Вер 1973 | Лос-Анджелес, США             | Тверде     | Ян Кодеш           | Джиммі Коннорс Іліє Настасе      | 6–2, 6–4           |
| Перемога  | 2–2 | Жов 1973 | Прага, Чехословаччина         | Ґрунт      | Ян Кодеш           | Роберт Мацхан Балаж Тароці       | 7–6, 7–6           |
| Перемога  | 3–2 | Бер 1974 | Палм-Дезерт (Каліфорнія), США | Тверде     | Ян Кодеш           | Реймонд Мур Онні Парун           | 6–4, 6–4           |
| Поразка   | 3–3 | Чер 1977 | Берлін, Західна Німеччина     | Ґрунт      | Павел Гутька       | Ганс Гільдемайстер Белус Прахокс | not played, shared |
| Поразка   | 3–4 | Чер 1978 | Брюссель, Бельгія             | Ґрунт      | Онні Парун         | Жан-Луї Ейє Тоніно Цугареллі     | 3–6, 6–4, 5–7      |
| Перемога  | 4–4 | Лют 1979 | Арканзас, США                 | Тверде (i) | Вітас Ґерулайтіс   | Філ Дент Колін Діблі             | 5–7, 6–3, 7–5      |